# 화장품동물시험
화장품동물시험은 동물실험의 한 종류이다. 사람이 사용하기 위한 제품의 안전과 자극성을 시험하기 위해 하는 시험이다. 동물에게 가해지는 피해때문에, 이런 실험은 동물권리 운동가들과 다른 이들에게 반대를 당하고 있으며, EU는 이것을 금지했다. 
화장품 개발을 위해 동물실험을 이용하는 일은, 계발이 끝난 제품 또는 제품의 각 성분을 큰 쥐나 토끼, 작은 쥐 등의 동물에게 실험하는 일을 일컫는다. 어떤 경우에는 제품의 알러지 반응등을 테스트하기 위해 제품이나 성분을 눈, 코 , 입을 포함한 동물의 점막에 주입되기도 한다.
이미 존재하는 동물실험 데이터를 사용하는 일은 일반적으로 동물실험으로 간주되지 않지만, 예전 데이터를 사용하는 것의 용인성(가용성)은 데이터가 얼마나 최근에 만들어졌냐와 반비례한다.

## 같이 보기
- 화장품

## 참고 문헌
- 김동훈, 동물법 이야기, 펫러브, 2013. ISBN 9788996527121